# 11:11 (альбом Регіни Спектор)
11:11 — дебютний альбом Регіни Спектор. Вийшов на CD у 2001 році і продавався на ранніх виступах співачки. Стилістично альбом відрізняється від пізніших записів авторки помітним впливом джазу й блюзу.

## Треклист
1. Love Affair — 2:22
2. Rejazz — 3:37
3. Back of a Truck — 5:52
4. Buildings — 4:43
5. Marry Ann — 2:56
6. Flyin' — 1:59
7. Wasteside — 2:22
8. Pavlov's Daughter — 7:43
9. 2.99¢ Blues — 3:33
10. Braille — 4:55
11. I Want to Sing — 3:56
12. Sunshine — 2:23

## Учасники
- Регіна Спектор (англ. Regina Spektor) — вокал, фортепіано, гітара
- Кріс Каффнер (англ. Chris Kuffner) — бас, перкусія
- Девід Панареллі (англ. David Panarelli) — арт-дизайн, фото